# Донеччина заповідна – насіння життя (фільм)
« Донеччина заповідна — насіння життя » — науково-популярний документальний фільм, спільний проект телекомпанії «Орбіта» та еколога Олексія Бурковського (Всеукраїнська екологічна ліга).
Фільм зовсім по-іншому відкриває для глядачів Донецький край, радикально змінює уявлення про його дивовижну природну спадщину, флору та фауну. У фільмі йдеться про унікальні особливості найбільш визначних територій природно-заповідного фонду Донецької області: національні природні парки «Святі гори» та «Меотида», Український степовий природний заповідник, регіональні ландшафтні парки «Краматорський», «Клебан-Бик» та інші.
27 березня 2019 року у м. Краматорськ відбувся прем'єрний перегляд фільму, організований Департаментом екології та природних ресурсів Донецької обласної державної адміністрації та громадською організацією «Всеукраїнська екологічна ліга».

## Додатково
- Повна версія фільму у HD-якості [Архівовано 22 серпня 2021 у Wayback Machine.]